# LMDS
El Sistema de Distribución Local Multipunto o LMDS (del inglés Local Multipoint Distribution Service) es una tecnología de conexión vía radio inalámbrica que permite, gracias a su ancho de banda, el despliegue de servicios fijos de voz, acceso a Internet, comunicaciones de datos en redes privadas, y video bajo demanda.

## Aspectos interesantes
Está concebida de una manera celular, esto es, existen una serie de antenas fijas (no móviles) en cada estación base, que son los sectores que prestan servicio a determinados núcleos poblacionales (usuarios agrupados geográficamente dentro de una determinada zona de cobertura), lo cual resulta muy apetecible para las operadoras, puesto que se evitan los costosos cableados de fibra óptica o de pares de cobre necesarios para dar cobertura a zonas residenciales/empresariales.

## Características del LMDS
LMDS usa señales en la banda de las microondas, en concreto la banda Ka (en torno a los 28 GHz, dependiente de las licencias de uso de espectro radioeléctrico del país), por lo que las distancias de transmisión son cortas (a esto se debe la palabra "Local" en el nombre de la tecnología), a tan altas frecuencias la reflexión de las señales es considerable (nótese que la banda Ka, es la banda del espectro usado para las comunicaciones satelitales). Pero también en muchos países europeos, se trabaja en 3,4 - 3,5GHz.
Como se comentó antes, la reflexión en las señales de alta frecuencia es enorme, ya que son incapaces de atravesar obstáculos, cosa que sí es posible con las señales de baja frecuencia; debido a esto, desde la estación base hasta la antena del abonado ha de estar totalmente libre de obstáculos o no habrá servicio. Puesto que es lógico pensar, la orografía/geografía de la zona en la que hay que desplegar la tecnología LMDS desempeña un papel muy importante a tener en cuenta. En general, pueden formarse unas zonas de sombra (zonas "imposibles" de ofrecer servicio), pero éstas se pueden paliar con la colocación estratégica de las estaciones base/antenas para que una misma zona tenga acceso a varias células y también mediante el uso de amplificadores y reflectores.
Otro problema a tener en cuenta es la derivación de la energía de la señal transmitida en la molécula de agua (recordemos que estamos hablando de microondas), por lo que la potencia de la señal se reduce. Este efecto se palía mediante la subida de la potencia entregada o la reducción del tamaño de la célula. Básicamente se soluciona dando mayor potencia a la antena o simplemente sobredimensionando la red. 
Esta interacción con la molécula de agua, invita a pensar que en condiciones lluviosas el servicio LMDS se cae, y es cierto; es lo que se le denomina en inglés "rainfall" (caída por lluvia) y para conseguir que el usuario reciba señal en estas condiciones se usa la corrección de errores hacia adelante, la adaptación dinámica de potencia y la adaptación dinámica de la modulación usada

## Otros datos técnicos
Distancia de enlace: desde los 100 m hasta 35 km dependiendo de la sensibilidad de las unidades de abonado y la calidad de servicio a ofrecer. Los sistemas de comunicación LMDS en la banda de 3,5 GHz tienen la ventaja de no verse afectados por la niebla, la lluvia o la nieve.
Modulación: se usa generalmente QAM o QPSK.
Régimen binario: hasta 8 Mbps (no concretado, en algunas fuentes nombran hasta 45 Mbps).
Metodología de acceso: FDD, FDMA, TDD, TDMA y FHSS.
Protocolo de Transporte: celdas ATM, PPP y Ethernet por el aire.